# Anton Denner
Anton Denner (* 1961 in New York City) ist ein amerikanischer Jazzmusiker (Altsaxophon, Flöte, Piccoloflöte). 

## Wirken
Denner begann 1974 mit dem Saxophonspiel; er nahm Unterricht bei Lee Konitz und Joe Lovano. Er spielte bei Ray Charles, Rosemary Clooney, Clifford Jordan, Mel Lewis, Al Foster, Norman Simmons, Brad Mehldau, Larry Goldings, Terell Stafford und Dave Stryker. Auch konzertierte er als Solist beim Napa Valley Jazz Festival, beim Istanbul International Jazz Festival (mit den New York Jazz Giants) und beim LaVillete Festival in Frankreich (mit dem Trio von Bill Carrothers).
Denner bildete mit Bill Carrothers und Bill Stewart A Band in All Hope, mit der das Album Ye Who Enter Here (1993) entstand. Mit dem Quartett Happy Apple nahm er das Album Blown Shockwaves & Crash Flow (1997) auf. Er spielte auch auf der von der Kritik hochgelobten CD Ghost Ships (2003) von Bill Carrothers und auf John McKennas Apparition. Er gehörte zu den Combos von Vinson Valega, mit denen CDs entstanden. Weiterhin ist er auch auf Alben mit dem Paul Carlon Octet, auf Matt Kings Monk in Brazil und auf Diane Mosers Trioalbum Birdsongs (2018) zu hören.
Denner war Mitglied des Lehrkörpers des Stanford Jazz Workshop und ist seit 1999 außerordentlicher Professor an der Seton Hall University. Er ist verheiratet mit der Pianistin Nikki Denner.